# Percina vigil
 Percina vigil és una espècie de peix de la família dels pèrcids i de l'ordre dels perciformes. Els mascles poden assolir els 7,8 cm de longitud total. Es troba a Nord-amèrica.